# Cryphia plagifera
Cryphia plagifera är en fjärilsart som beskrevs av Hans Rebel 1907. Cryphia plagifera ingår i släktet Cryphia och familjen nattflyn. Inga underarter finns listade i Catalogue of Life.